# Orășeni, Harghita
Orășeni (maghiară Városfalva) este un sat în comuna Mărtiniș din județul Harghita, Transilvania, România.

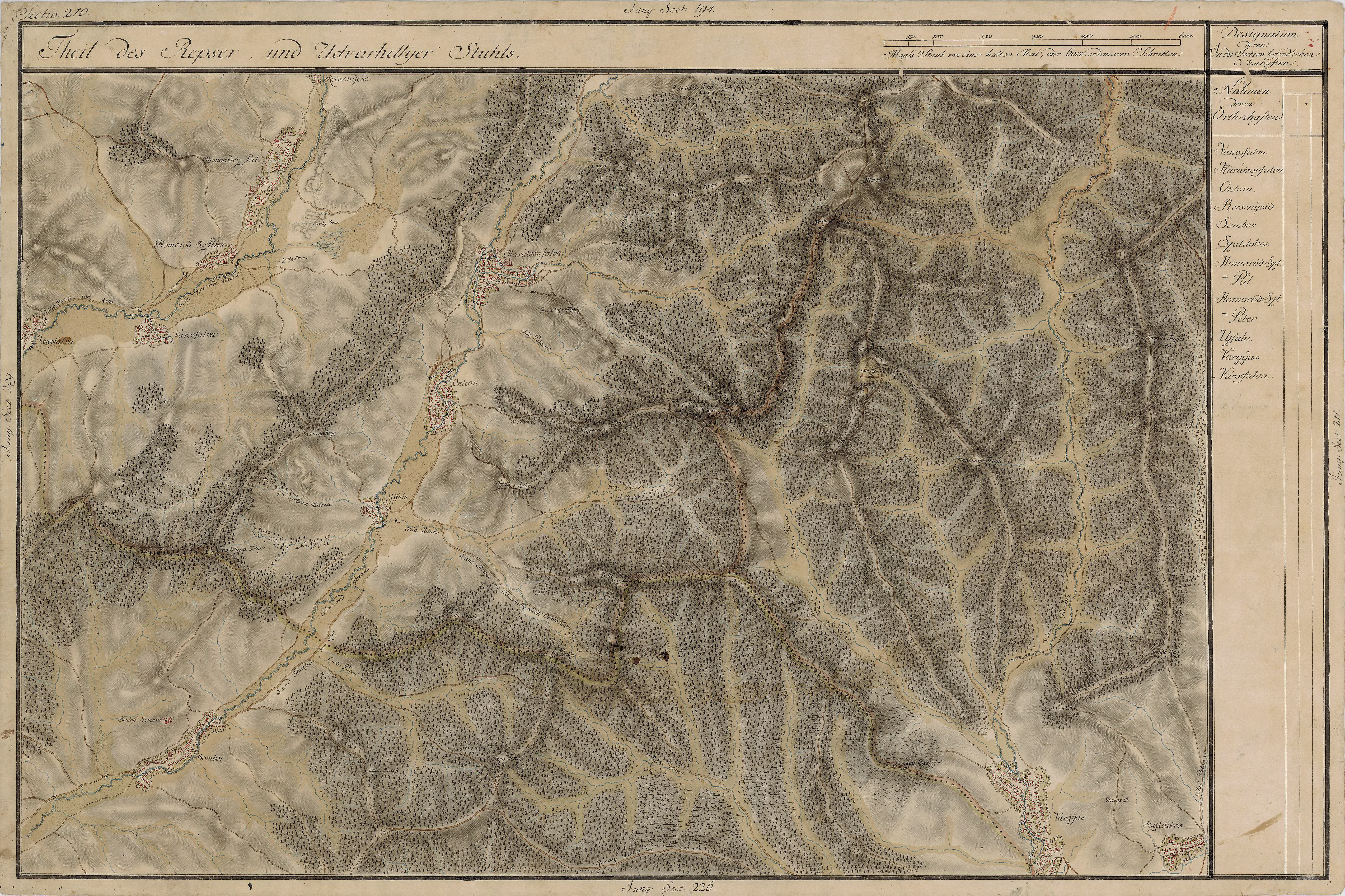
Orășeni în Harta Iosefină a Transilvaniei, 1769-1773

 Acest articol despre o localitate din județul Harghita este deocamdată un ciot. Puteți ajuta Wikipedia prin completarea lui.